# 后安镇 (抚顺县)
后安镇，是中华人民共和国辽宁省抚顺市抚顺县下辖的一个乡镇级行政单位。

## 行政区划
后安镇下辖以下地区：
后安社区、前安村、同安村、南彰党村、郑家村、佟庄子村、馒首村、腰堡村、五龙村、四道村、王家店村、李家堡子村、傲牛村和后安村。